# 駒込站
駒込站（日语：／ Komagome eki */?）是位於日本東京都豐島區駒込，屬於東日本旅客鐵道（JR東日本）和東京地下鐵的鐵路車站。此站是豐島區最東端的車站。

## 停靠路線
本站為轉乘站，JR東日本的山手線與東京地下鐵的南北線均在此停靠。1923年至1971年為止是都電19系統（駒込線･飛鳥山線）的轉乘站。JR東日本僅停靠環狀線山手線電車。依據特定都區市內制度，本站屬「東京都區內」與「東京山手線內」。車站編號「JY 10」，東京地下鐵的車站編號則為「N 14」。

## 歷史
- 1910年（明治43年）11月15日：日本國鐵駒込站開業，只經營客運業務。
- 1917年（大正6年）6月6日；東京市電駒込線、駒込橋站開業。
- 1922年（大正11年）4月10日：駒込橋站往駒込站方向移動0.1公里。
- 1923年（大正12年）4月12日：市電飛鳥山線開業。駒込站旁開設市電巢鴨車庫駒込分車庫，1939年成為獨立車庫。
- 1945年（昭和20年）4月13日：太平洋戰爭時受到空襲，站房被擊中焚毀。
- 1971年（昭和46年）3月17日：都電19系統（駒込線･飛鳥山線）廢止。
- 1987年（昭和62年）4月1日：國鐵分割民營化，國鐵站區由JR東日本接手管理。
- 1990年（平成2年）4月21日：JR東日本（東口）引入自動驗票閘門。
- 1991年（平成3年）11月29日：帝都高速度交通營團（營團地下鐵）南北線（本站－赤羽岩淵段）開業。
- 1996年（平成8年）3月26日：營團地下鐵南北線四谷－本站段延線開業。
- 2000年（平成12年）：入選關東車站百選（第四回）。
- 2001年（平成13年）11月18日：JR東日本的智能卡系統Suica正式投入服務。
- 2004年（平成16年）4月1日：營團地下鐵民營化，營團站區由東京地下鐵接手經營。
- 2006年（平成18年）12月23日：JR東日本的車站建築改建工程完工，增設了站內商店、電扶梯及電梯。
- 2013年（平成25年）12月14日：綠色窗口結束營業。
- 2015年（平成27年）3月13日：南北線更換發車音樂[2]。

## 車站構造

### JR東日本

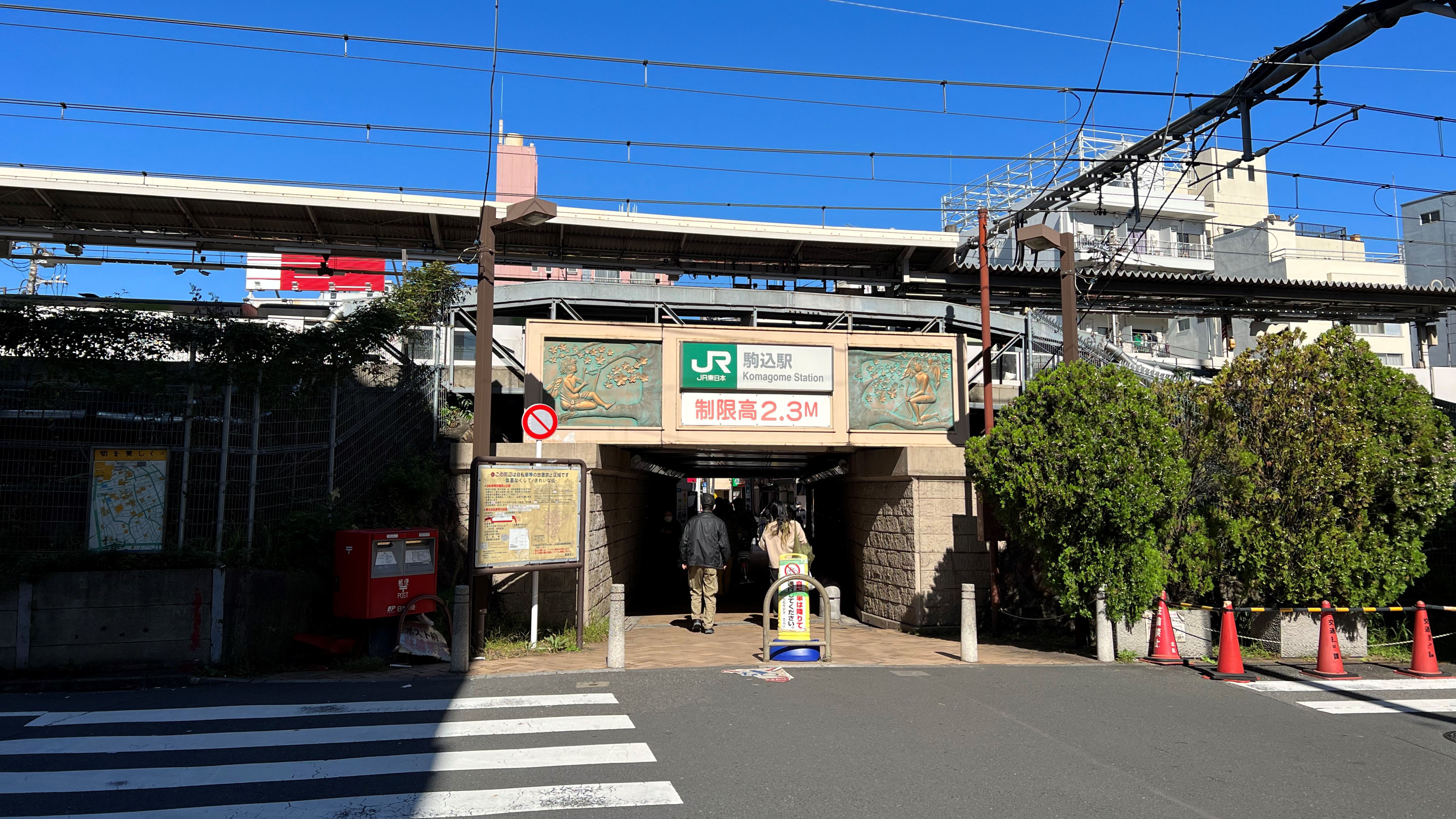
東口（2022年10月）

JR站區位於地面，但由於原地形傾斜，因此開挖西側並填平東側以建造平面月台。本站月台採島式月台1面2線配置，月台上設置可動式月台門。山手線月台的最東端屬北區中里。
本站共設置2處驗票口。西側（池袋方向）驗票口有階梯、電梯與電扶梯通往山手線月台，站外的南北通道可通往北口與南口。東側（田端站方向）驗票口有階梯通往月台，其外為東口。北口過去曾設有綠色窗口，現已撤除，僅設多功能售票機。
站內月台旁斜坡以杜鵑花植栽聞名，並藉此選入關東車站百選。1939年時移植一部份到常磐線的夜之森車站。而山手線唯一的平交道第二中里平交道在車站田端側約400公尺處。

#### 月台配置
| 月台 | 路線   | 方向 | 目的地               |
| ---- | ------ | ---- | -------------------- |
| 1    | 山手線 | 外環 | 上野、東京、品川方向 |
| 2    | 山手線 | 內環 | 池袋、新宿、澀谷方向 |

（來源：JR東日本:車站構內圖 （页面存档备份，存于））

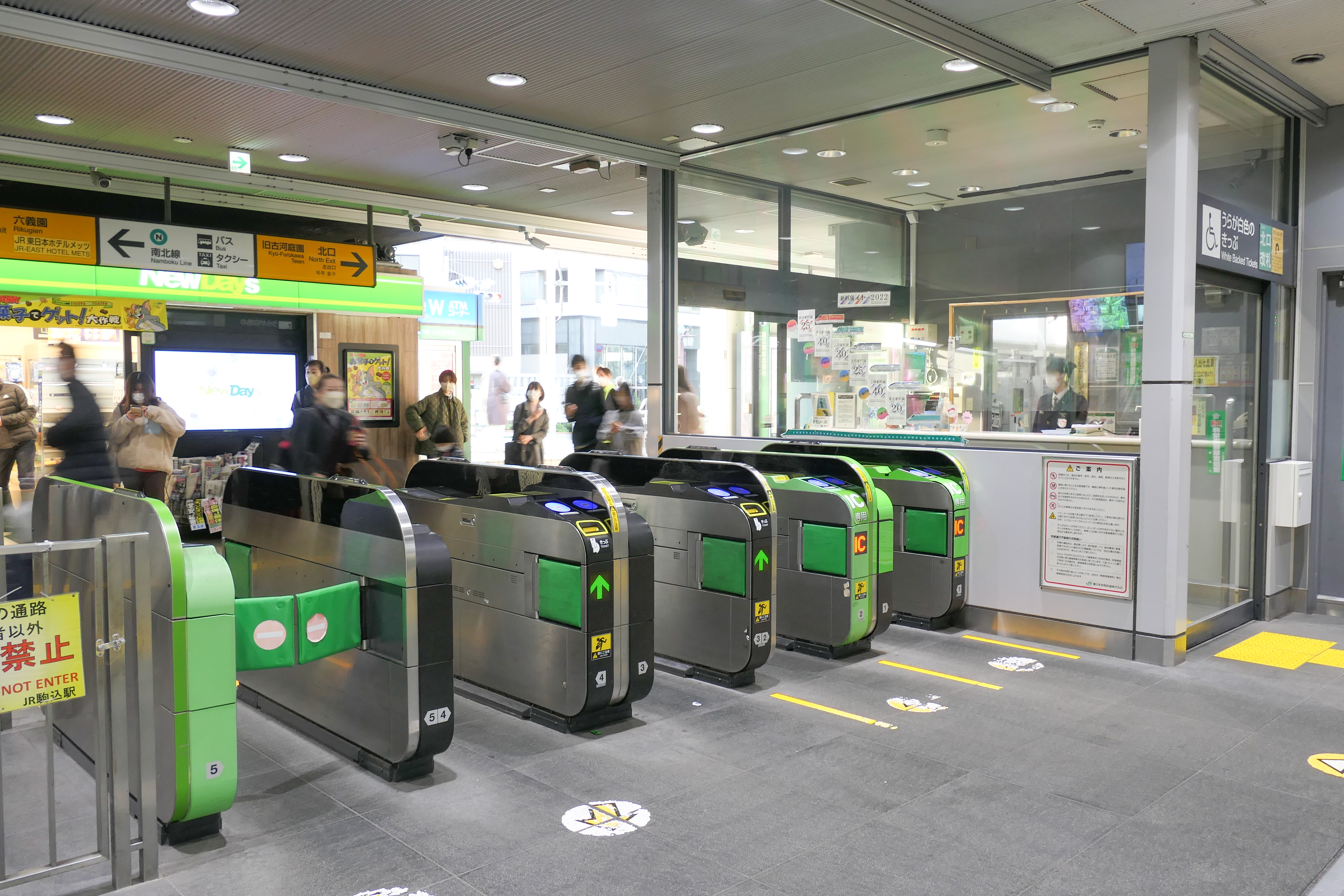
北驗票閘口（2022年12月）
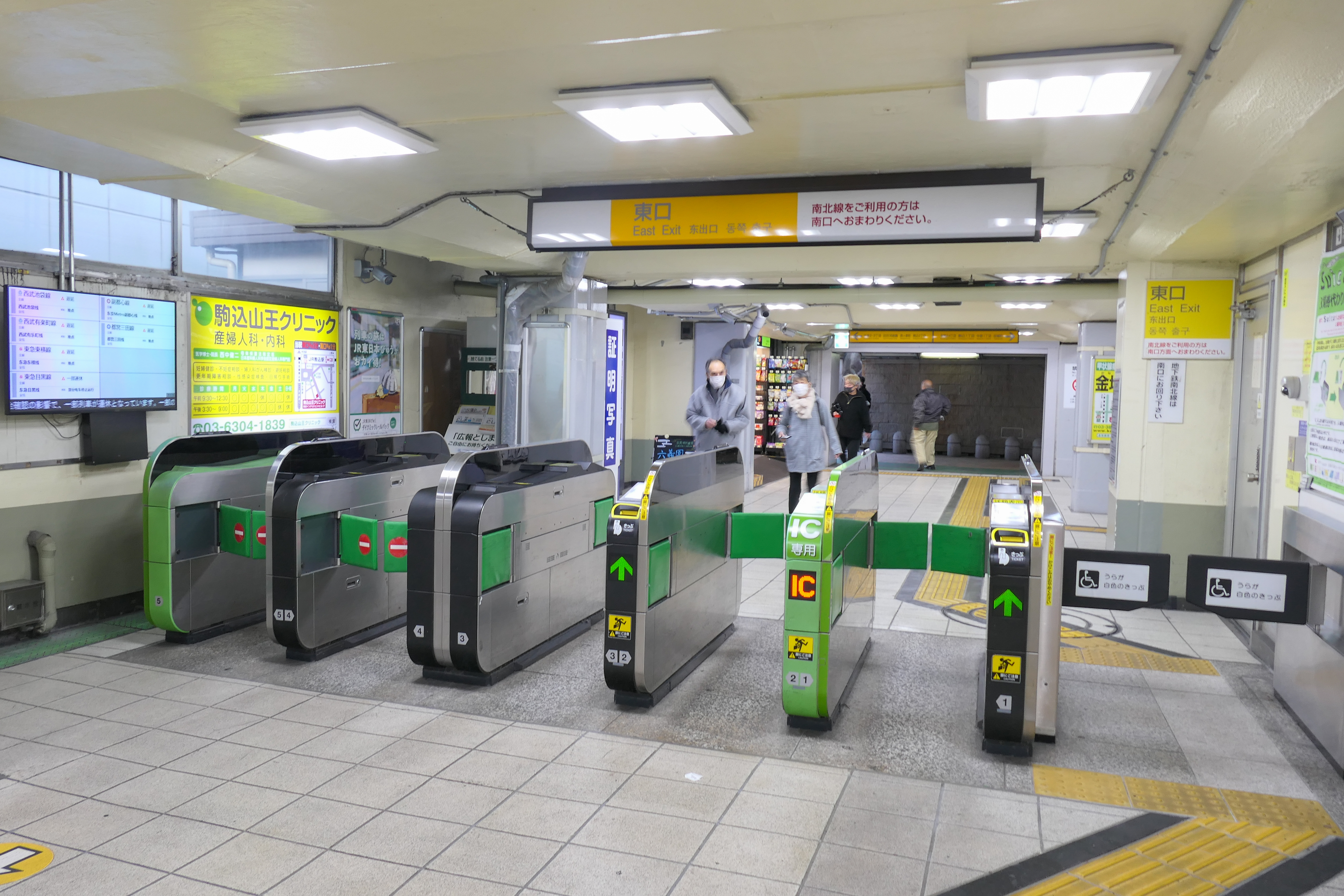
東驗票閘口（2022年12月）
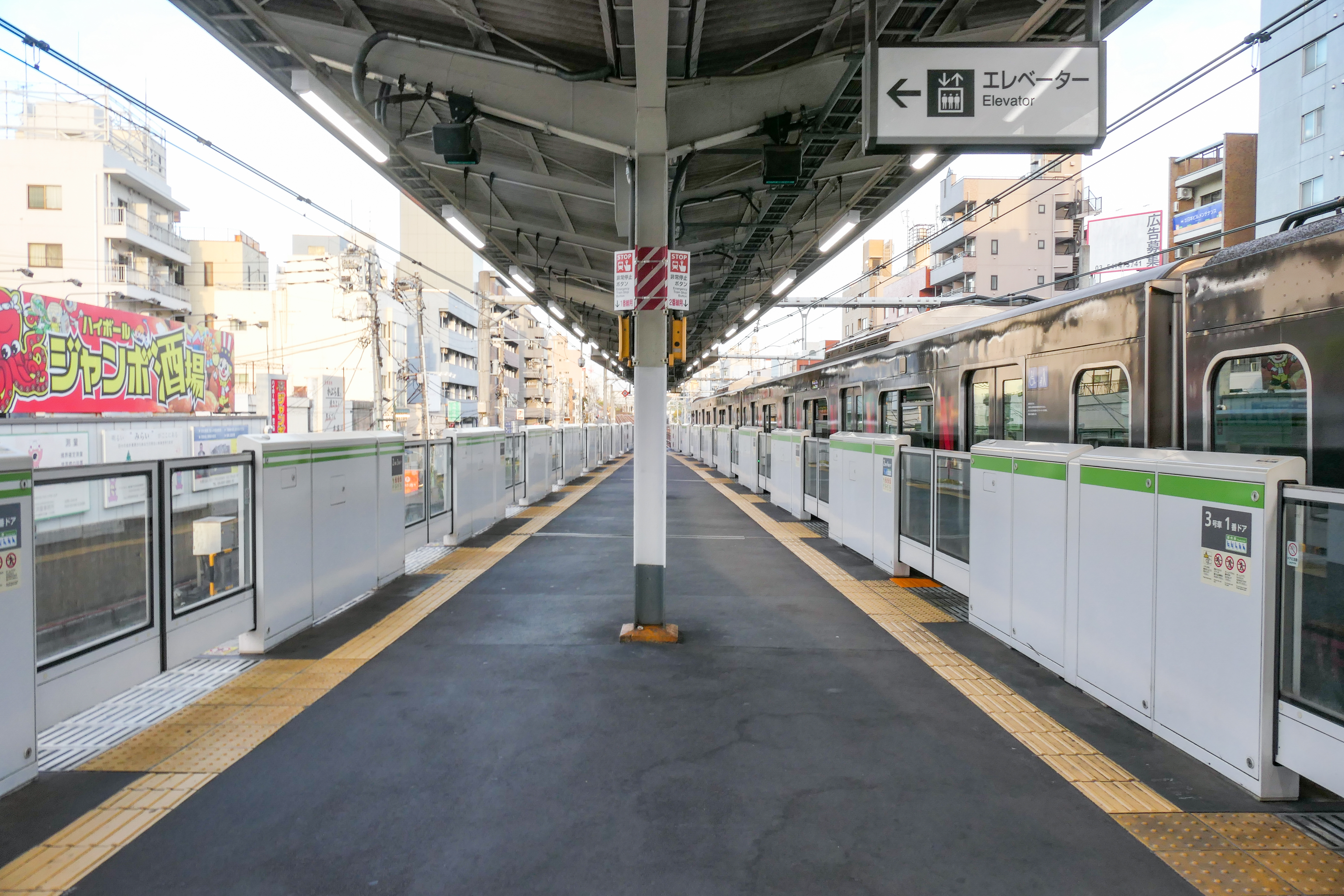
1號與2號月台（2022年12月）

#### 車站設施
- 南口
  - 駒込METS飯店（日语：ホテルメッツ）
    - 「駒込METS飯店」大樓2樓是Denny's（日语：デニーズ (日本)），1樓是NEWDAYS。
- 北口
  - KIOSK（商店）
  - 自動售票機、指定席售票機
  - 自動驗票閘門
- 北口付費區
  - BOOK EXPRESS（書店）
  - LITTLE MERMAID（日语：マーメイドベーカリーパートナーズ）（麵包、咖啡）
  - 多功能側廁所
  - 電梯、電扶梯
- 東口
  - KIOSK
  - 自動售票機
  - 自動驗票閘門
- 東口付費區
  - 廁所

#### 發車音樂
車站附近是染井吉野櫻的發祥地，因此以民謠《櫻花》作為發車音樂。2005年與2006是3月中旬至5月上旬的期間限定活動，2007年開始成為正式發車音樂。內環與外環的播放段落不同。

### 東京地下鐵
東京地下鐵站區為地下車站，月台採島式月台1面2線設計，並安裝了月台幕門。目黑側（月台南端）設有折返用轉轍器。日吉發與赤羽岩淵發的末班車終停本站。僅B線（2號線，目黑方向）有始發列車。

#### 月台配置
| 月台 | 路線   | 目的地                       | 備註                                                 |
| ---- | ------ | ---------------------------- | ---------------------------------------------------- |
| 1    | 南北線 | 王子、赤羽岩淵、浦和美園方向 | 赤羽岩淵站直通 埼玉高速鐵道線 （往浦和美園方向列車） |
| 2    | 南北線 | 白金高輪、目黑、日吉方向     | 目黑站直通 東急目黑線                                |

（來源：東京地下鐵:構內圖 （页面存档备份，存于））

#### 車站設施
- 南口
  - Kokumin Drug（日语：コクミン）

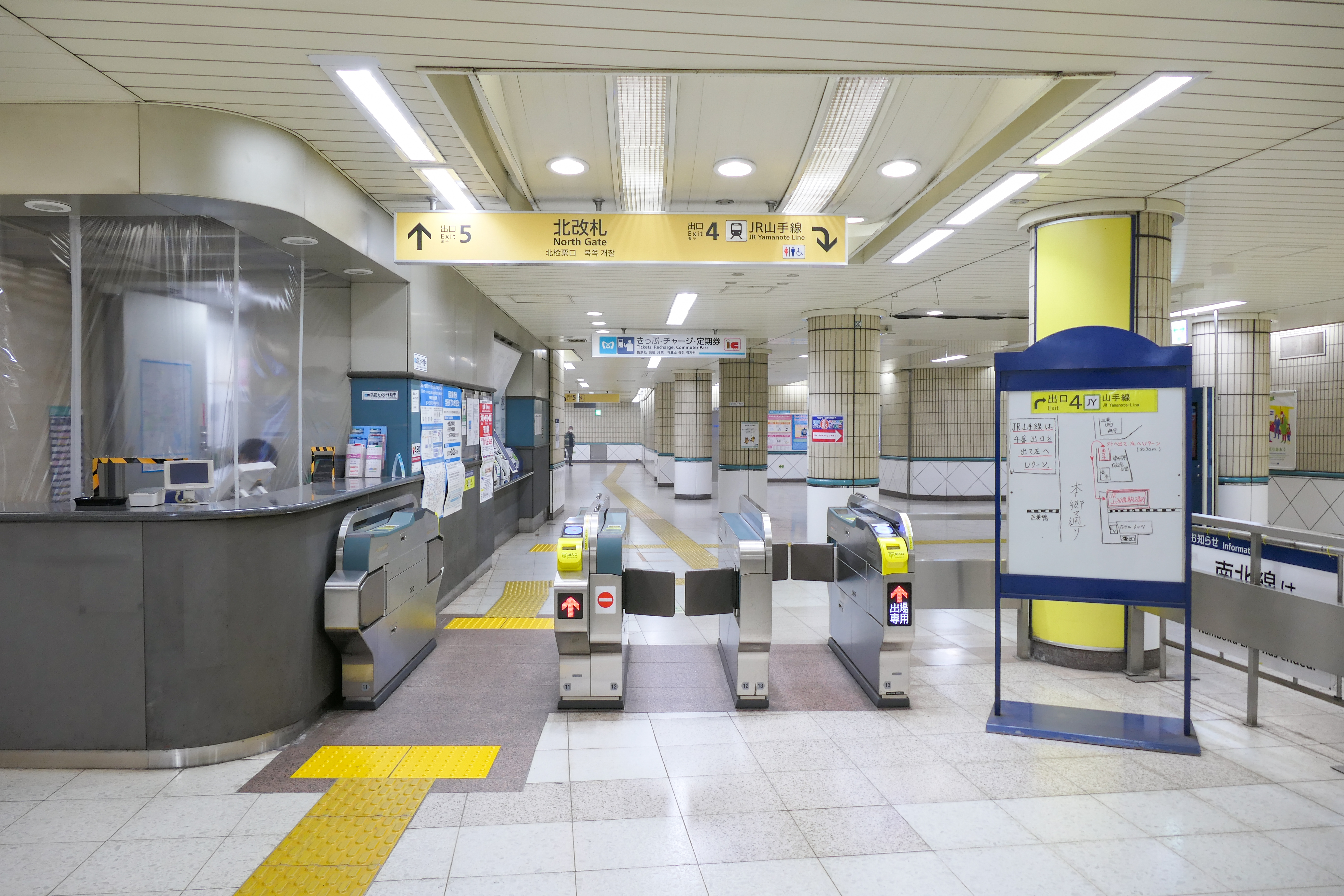
北驗票閘口（2022年12月）
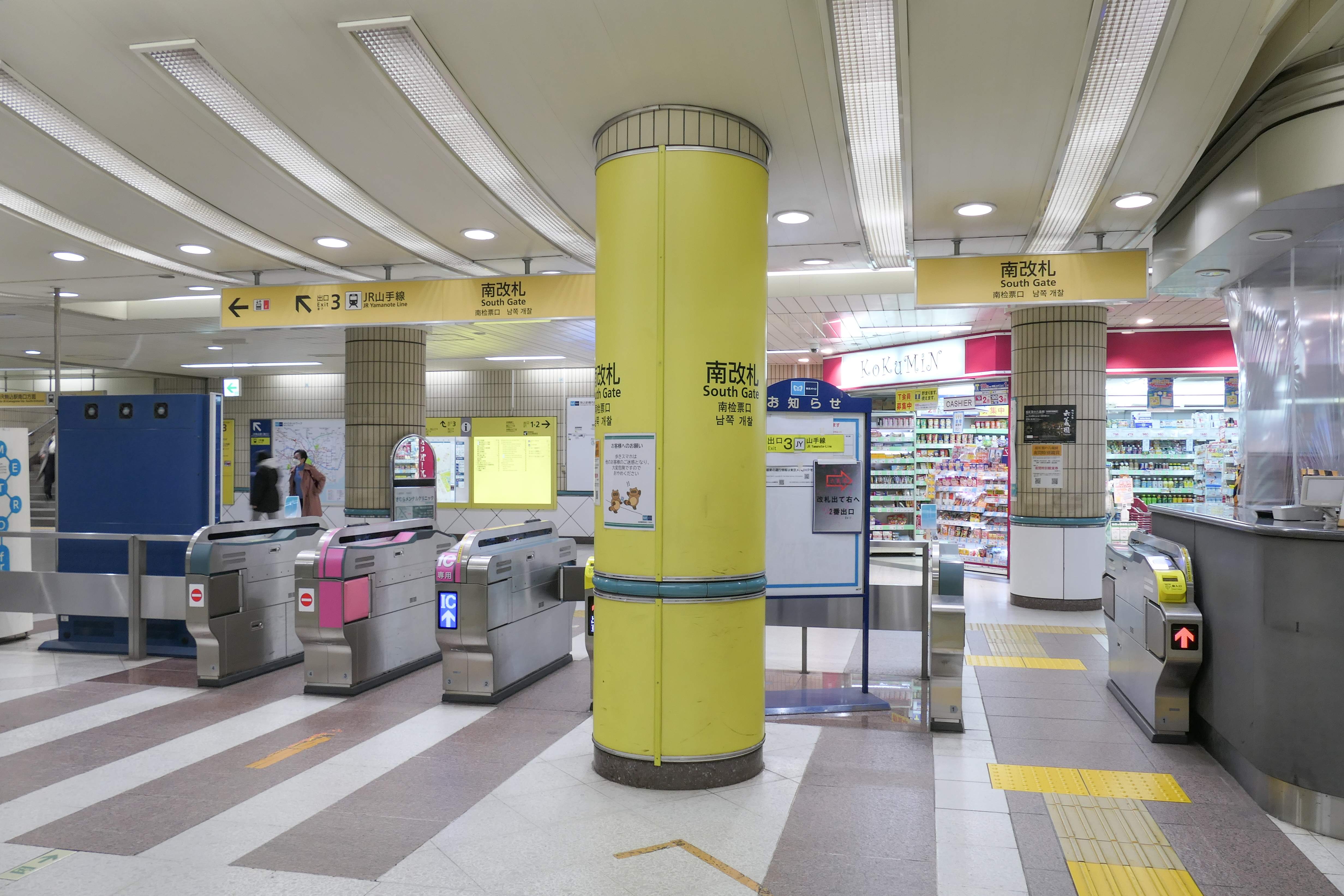
南驗票閘口（2022年12月）
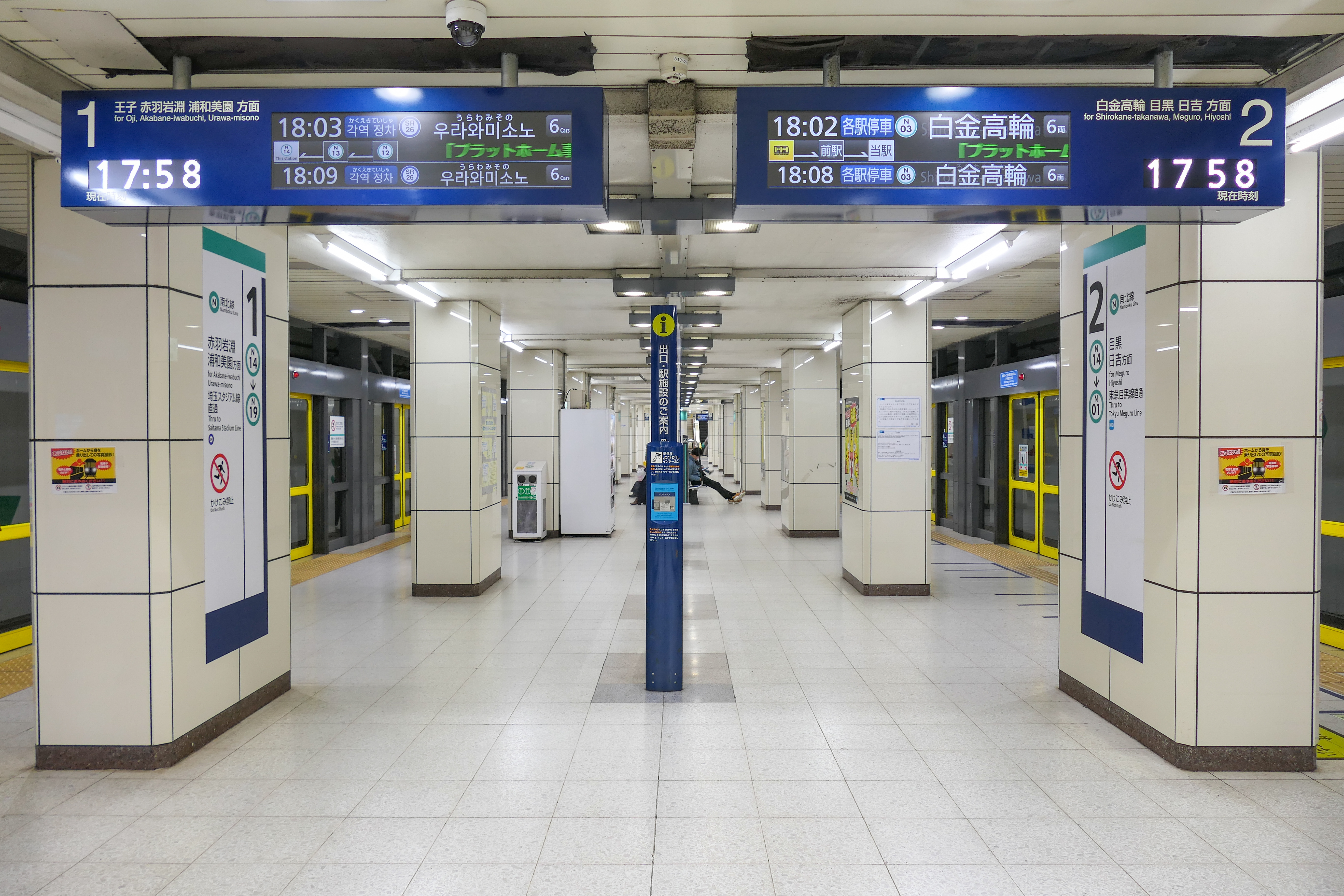
1號與2號月台（2022年12月）

## 利用狀況
- JR東日本 - 2019年度1日平均上車人次為48,861人[使用人次 1]。
該公司車站中次於稻毛站，名列第98位。
- 東京地下鐵 - 2017年度1日平均上下車人次為40,799人[使用人次 2]。
東京地下鐵全部130個車站當中排名第92位。南北線除共同使用站之外的使用人數最低轉乘站。

近年1日平均上下車人次變化如下表（JR除外）。
| 年度               | 東京地下鐵         | 東京地下鐵 |
| 年度               | 1日平均 上下車人次 | 增長率     |
| ------------------ | ------------------ | ---------- |
| 2003年（平成15年） | 27,858             | 3.7%       |
| 2004年（平成16年） | 28,988             | 4.1%       |
| 2005年（平成17年） | 30,252             | 4.4%       |
| 2006年（平成18年） | 31,279             | 3.4%       |
| 2007年（平成19年） | 33,572             | 7.3%       |
| 2008年（平成20年） | 34,487             | 2.7%       |
| 2009年（平成21年） | 34,171             | −0.9%      |
| 2010年（平成22年） | 34,797             | 1.8%       |
| 2011年（平成23年） | 34,403             | −1.1%      |
| 2012年（平成24年） | 35,768             | 4.0%       |
| 2013年（平成25年） | 36,707             | 2.6%       |
| 2014年（平成26年） | 37,443             | 2.0%       |
| 2015年（平成27年） | 38,532             | 2.9%       |
| 2016年（平成28年） | 39,584             | 2.7%       |
| 2017年（平成29年） | 40,799             | 3.1%       |
| 2018年（平成30年） | 41,842             | 2.6%       |

### 各年度1日平均上車人次（1910年代－1930年代）
各年度1日平均上車人次如下表。
| 年度               | 國鐵       | 來源              |
| ------------------ | ---------- | ----------------- |
| 1910年（明治43年） | [ 備考 1 ] |                   |
| 1911年（明治44年） | 641        | [ 東京府統計 1 ]  |
| 1912年（大正元年） | 773        | [ 東京府統計 2 ]  |
| 1913年（大正02年） | 696        | [ 東京府統計 3 ]  |
| 1914年（大正03年） | 812        | [ 東京府統計 4 ]  |
| 1915年（大正04年） | 1,071      | [ 東京府統計 5 ]  |
| 1916年（大正05年） | 1,300      | [ 東京府統計 6 ]  |
| 1919年（大正08年） | 1,963      | [ 東京府統計 7 ]  |
| 1920年（大正09年） | 2,669      | [ 東京府統計 8 ]  |
| 1922年（大正11年） | 4,026      | [ 東京府統計 9 ]  |
| 1923年（大正12年） | 6,413      | [ 東京府統計 10 ] |
| 1924年（大正13年） | 6,666      | [ 東京府統計 11 ] |
| 1925年（大正14年） | 8,264      | [ 東京府統計 12 ] |
| 1926年（昭和元年） | 11,089     | [ 東京府統計 13 ] |
| 1927年（昭和02年） | 12,584     | [ 東京府統計 14 ] |
| 1928年（昭和03年） | 12,741     | [ 東京府統計 15 ] |
| 1929年（昭和04年） | 12,578     | [ 東京府統計 16 ] |
| 1930年（昭和05年） | 12,021     | [ 東京府統計 17 ] |
| 1931年（昭和06年） | 11,078     | [ 東京府統計 18 ] |
| 1932年（昭和07年） | 11,049     | [ 東京府統計 19 ] |
| 1933年（昭和08年） | 10,671     | [ 東京府統計 20 ] |
| 1934年（昭和09年） | 10,825     | [ 東京府統計 21 ] |
| 1935年（昭和10年） | 11,145     | [ 東京府統計 22 ] |

### 各年度1日平均上車人次（1953年－2000年）
| 年度               | 國鐵 / JR東日本 | 營團   | 來源              |
| ------------------ | --------------- | ------ | ----------------- |
| 1953年（昭和28年） | 20,184          | 未開業 | [ 東京都統計 1 ]  |
| 1954年（昭和29年） | 21,675          | 未開業 | [ 東京都統計 2 ]  |
| 1955年（昭和30年） | 23,764          | 未開業 | [ 東京都統計 3 ]  |
| 1956年（昭和31年） | 26,499          | 未開業 | [ 東京都統計 4 ]  |
| 1957年（昭和32年） | 29,247          | 未開業 | [ 東京都統計 5 ]  |
| 1958年（昭和33年） | 32,177          | 未開業 | [ 東京都統計 6 ]  |
| 1959年（昭和34年） | 35,078          | 未開業 | [ 東京都統計 7 ]  |
| 1960年（昭和35年） | 38,003          | 未開業 | [ 東京都統計 8 ]  |
| 1961年（昭和36年） | 39,364          | 未開業 | [ 東京都統計 9 ]  |
| 1962年（昭和37年） | 41,902          | 未開業 | [ 東京都統計 10 ] |
| 1963年（昭和38年） | 44,219          | 未開業 | [ 東京都統計 11 ] |
| 1964年（昭和39年） | 46,694          | 未開業 | [ 東京都統計 12 ] |
| 1965年（昭和40年） | 47,570          | 未開業 | [ 東京都統計 13 ] |
| 1966年（昭和41年） | 48,127          | 未開業 | [ 東京都統計 14 ] |
| 1967年（昭和42年） | 49,020          | 未開業 | [ 東京都統計 15 ] |
| 1968年（昭和43年） | 49,364          | 未開業 | [ 東京都統計 16 ] |
| 1969年（昭和44年） | 45,503          | 未開業 | [ 東京都統計 17 ] |
| 1970年（昭和45年） | 45,677          | 未開業 | [ 東京都統計 18 ] |
| 1971年（昭和46年） | 45,959          | 未開業 | [ 東京都統計 19 ] |
| 1972年（昭和47年） | 46,216          | 未開業 | [ 東京都統計 20 ] |
| 1973年（昭和48年） | 44,863          | 未開業 | [ 東京都統計 21 ] |
| 1974年（昭和49年） | 44,575          | 未開業 | [ 東京都統計 22 ] |
| 1975年（昭和50年） | 42,667          | 未開業 | [ 東京都統計 23 ] |
| 1976年（昭和51年） | 42,153          | 未開業 | [ 東京都統計 24 ] |
| 1977年（昭和52年） | 41,197          | 未開業 | [ 東京都統計 25 ] |
| 1978年（昭和53年） | 40,027          | 未開業 | [ 東京都統計 26 ] |
| 1979年（昭和54年） | 38,516          | 未開業 | [ 東京都統計 27 ] |
| 1980年（昭和55年） | 37,268          | 未開業 | [ 東京都統計 28 ] |
| 1981年（昭和56年） | 36,953          | 未開業 | [ 東京都統計 29 ] |
| 1982年（昭和57年） | 36,773          | 未開業 | [ 東京都統計 30 ] |
| 1983年（昭和58年） | 36,678          | 未開業 | [ 東京都統計 31 ] |
| 1984年（昭和59年） | 37,266          | 未開業 | [ 東京都統計 32 ] |
| 1985年（昭和60年） | 37,307          | 未開業 | [ 東京都統計 33 ] |
| 1986年（昭和61年） | 38,471          | 未開業 | [ 東京都統計 34 ] |
| 1987年（昭和62年） | 38,126          | 未開業 | [ 東京都統計 35 ] |
| 1988年（昭和63年） | 41,337          | 未開業 | [ 東京都統計 36 ] |
| 1989年（平成元年） | 41,356          | 未開業 | [ 東京都統計 37 ] |
| 1990年（平成02年） | 41,688          | 未開業 | [ 東京都統計 38 ] |
| 1991年（平成03年） | 43,975          | 1,435  | [ 東京都統計 39 ] |
| 1992年（平成04年） | 47,671          | 6,808  | [ 東京都統計 40 ] |
| 1993年（平成05年） | 49,370          | 7,723  | [ 東京都統計 41 ] |
| 1994年（平成06年） | 50,008          | 8,121  | [ 東京都統計 42 ] |
| 1995年（平成07年） | 49,156          | 8,317  | [ 東京都統計 43 ] |
| 1996年（平成08年） | 45,803          | 10,060 | [ 東京都統計 44 ] |
| 1997年（平成09年） | 43,764          | 10,279 | [ 東京都統計 45 ] |
| 1998年（平成10年） | 43,257          | 10,641 | [ 東京都統計 46 ] |
| 1999年（平成11年） | 42,715          | 10,574 | [ 東京都統計 47 ] |
| 2000年（平成12年） | 42,827          | 10,844 | [ 東京都統計 48 ] |

### 各年度1日平均上車人次（2001年以後）
近年1日平均上車人次推移如下表。
| 年度               | JR東日本 | 營團 / 東京地下鐵 | 來源              |
| ------------------ | -------- | ----------------- | ----------------- |
| 2001年（平成13年） | 43,848   | 12,951            | [ 東京都統計 49 ] |
| 2002年（平成14年） | 44,351   | 13,392            | [ 東京都統計 50 ] |
| 2003年（平成15年） | 44,482   | 13,918            | [ 東京都統計 51 ] |
| 2004年（平成16年） | 43,957   | 14,282            | [ 東京都統計 52 ] |
| 2005年（平成17年） | 44,524   | 14,841            | [ 東京都統計 53 ] |
| 2006年（平成18年） | 45,118   | 15,414            | [ 東京都統計 54 ] |
| 2007年（平成19年） | 46,582   | 16,647            | [ 東京都統計 55 ] |
| 2008年（平成20年） | 46,777   | 16,956            | [ 東京都統計 56 ] |
| 2009年（平成21年） | 46,525   | 16,923            | [ 東京都統計 57 ] |
| 2010年（平成22年） | 46,555   | 17,268            | [ 東京都統計 58 ] |
| 2011年（平成23年） | 46,005   | 17,118            | [ 東京都統計 59 ] |
| 2012年（平成24年） | 46,988   | 17,748            | [ 東京都統計 60 ] |
| 2013年（平成25年） | 47,490   | 18,211            | [ 東京都統計 61 ] |
| 2014年（平成26年） | 47,231   | 18,608            | [ 東京都統計 62 ] |
| 2015年（平成27年） | 46,998   | 19,131            | [ 東京都統計 63 ] |
| 2016年（平成28年） | 48,094   | 19,638            | [ 東京都統計 64 ] |
| 2017年（平成29年） | 48,964   | 20,236            | [ 東京都統計 65 ] |
| 2018年（平成30年） | 49,541   | 20,740            | [ 東京都統計 66 ] |
| 2019年（令和元年） | 48,861   |                   |                   |

備考
1. ↑  1910年11月15日開業。
2. ↑  1991年11月29日開業。開業日起至翌年3月31日為止合計124日間的資料。

## 車站周邊
本站周邊是位於區界的住宅區，多教育機關與庭園。

### 北口側
- 舊古河庭園
- 妙義神社 （页面存档备份，存于）
- 豐島區立駒込圖書館（日语：豊島区立図書館）
  - 豐島區區民廣場駒込
  - 豐島區駒込地域文化創造館
  - 東京都紅十字血液中心（日语：赤十字血液センター）駒込出張所
- 染井靈園
- 染井吉野紀念公園
- 大國神社
- 女子營養大學短期大學部
- 本鄉中學校、高等學校（日语：本郷中学校・高等学校）
- 中央聖書神學校（日语：中央聖書神学校）
- 宗教法人日本神召會（日语：日本アッセンブリーズ・オブ・ゴッド教団）本部
- 東京游泳中心（日语：東京スイミングセンター）

### 南口側
周邊被稱作大和鄉。
- 六義園
- 駒込警察署（日语：駒込警察署）
- 東洋文庫 - 國立國會圖書館的支部圖書館
- 駒込站前郵便局
- 本駒込二郵便局
- 文京Green Court（日语：文京グリーンコート）
- 文京學院大學女子中學校、高等學校（日语：文京学院大学女子中学校・高等学校）
- 日本醫師會
- FROEBEL館（日语：フレーベル館）
- 芥川製菓（日语：芥川製菓）本社

### 東口側
沿著谷田川暗渠，北方有駒込皐月通（さつき通り）、霜降銀座（しもふり銀座）、染井銀座、南方有Azalea通（アゼリア通り）、田端銀座與多個商店街。
- 中里郵便局
- 日枝神社
- 學校法人聖學院（日语：学校法人聖学院）本部
- 聖學院中學校、高等學校（日语：聖学院中学校・高等学校）
- 女子聖學院中學校、高等學校（日语：女子聖学院中学校・高等学校）

## 巴士路線
駒込站南口
- 都營巴士（東京都交通局）
  - 茶51：往 秋葉原站前、御茶之水站前（經上富士前、本鄉追分、東大正門前、本鄉三丁目站前）
- 北區社區巴士（日语：北区コミュニティバス）（日立自動車交通）
  - 王子、駒込線：往JR王子站
  - 田端循環： JR田端站方向

南北線駒込站 六義園（染井門：站側）附近
- 文京區社區巴士「B-Guru」（日立自動車交通）
  - 千石站、文京公民中心（春日站前）方向

## 相鄰車站
東日本旅客鐵道
 山手線
巢鴨（JY 11）－駒込（JY 10）－田端（JY 09）
 東京地下鐵
 南北線
本駒込（N 13）－駒込（N 14）－西原（N 15）

## 外部連結
- 車站資訊（駒込）：東日本旅客鐵道
- 駒込/N14 | 路線・車站資訊 | 東京地下鐵